# Pogorzelica (gmina Karnice)
Pogorzelica (potocznie Pogorzelica II) – wieś w północno-zachodniej Polsce, położona w województwie zachodniopomorskim, w powiecie gryfickim, w gminie Karnice.
Według danych pod koniec 2004 roku wieś miała 27 mieszkańców.
Wieś leży w pobliżu południowo-zachodniego brzegu jeziora Konarzewo i w całości znajduje się w obrębie geodezyjnym Konarzewo. W północnej części sąsiaduje z drugą wsią Pogorzelica w gminie Rewal.